# Уру (царь)
Уру — в позднейшей индийской мифологии царь. О его правлении мало что известно. Он был сыном Ману и мужем дочери бога огня Агни — Агнеи. Стал отцом Анги, Суманасы, Кьяати, Крату, Шиби и Гайи. Старший — Анга — стал его приемником. Через него Уру — дед Вены и прадед знаменитого царя Притху.